# Cantone di Pontarion
Il Cantone di Pontarion era una divisione amministrativa dell'arrondissement di Guéret.
A seguito della riforma approvata con decreto del 17 febbraio 2014, che ha avuto attuazione dopo le elezioni dipartimentali del 2015, è stato soppresso.

## Composizione
Comprendeva i comuni di:
- La Chapelle-Saint-Martial
- Janaillat
- Pontarion
- La Pouge
- Sardent
- Saint-Éloi
- Saint-Georges-la-Pouge
- Saint-Hilaire-le-Château
- Thauron
- Vidaillat